# 自由座
自由座或自由席指在交通工具中，沒有對號的座位，乘客可以自己找空位乘車的座位制度，例如，台灣高鐵在10、11、12號車廂採用自由座(部分班次的車廂有差異)。
亞洲國家中，台灣台鐵公司的區間車、日本的通勤电车及中國的城市轨道交通也普遍采用自由座制度。